# Ярвенпяа
Я́рвенпяа (фін. Järvenpää, швед. Träskända) — місто в  Фінляндії, у провінції Уусімаа, з населенням 38 тисяч жителів. Відноситься до регіону Гельсінкі і розташований за 37 км на північ від  столиці. Ярвенпяа є повністю фіномовним містом.[джерело?]
І фінська, і шведська назви міста означають «кінець озера» та відображають розташування Ярвенпяа в кінці довгастого озера Туусуланярві. До 1951 Ярвенпяа була частиною сусіднього міста Туусула на іншому березі озера. З 1967 є окремим містом. Маючи площу менше ніж 40 км², Ярвенпяа зі своїми 38 тисячами мешканців одне з найбільш густонаселених міст Фінляндії.
Двічі на годину з Ярвенпяа відходить потяг в Гельсінкі, у який можна доїхати за півгодини. Крім головного вокзалу місто має ще три. Поруч з Ярвенпяа проходить автомагістраль Гельсінкі — Лахті, завдяки доброму транспортному сполученню багато робітників з Гельсінкі переїжджають сюди. Тому населення міста постійно зростає.
На початку XX століття Ярвенпяа притягував численних художників і артистів. Композитор Ян Сібеліус жив тут з 1904 до своєї смерті в 1957, створивши п'ять зі своїх семи симфоній. Сьогодні його будинок є музеєм. Також тут жили композитор Йонас Кокконен, письменник Югані Аго і художник Ееро Ярнефельт. На протилежному березі розташована вілла композитора  Йонаса Кокконен. Життю артистів у Ярвенпяа присвячений музей мистецтва, відкритий в 1992.

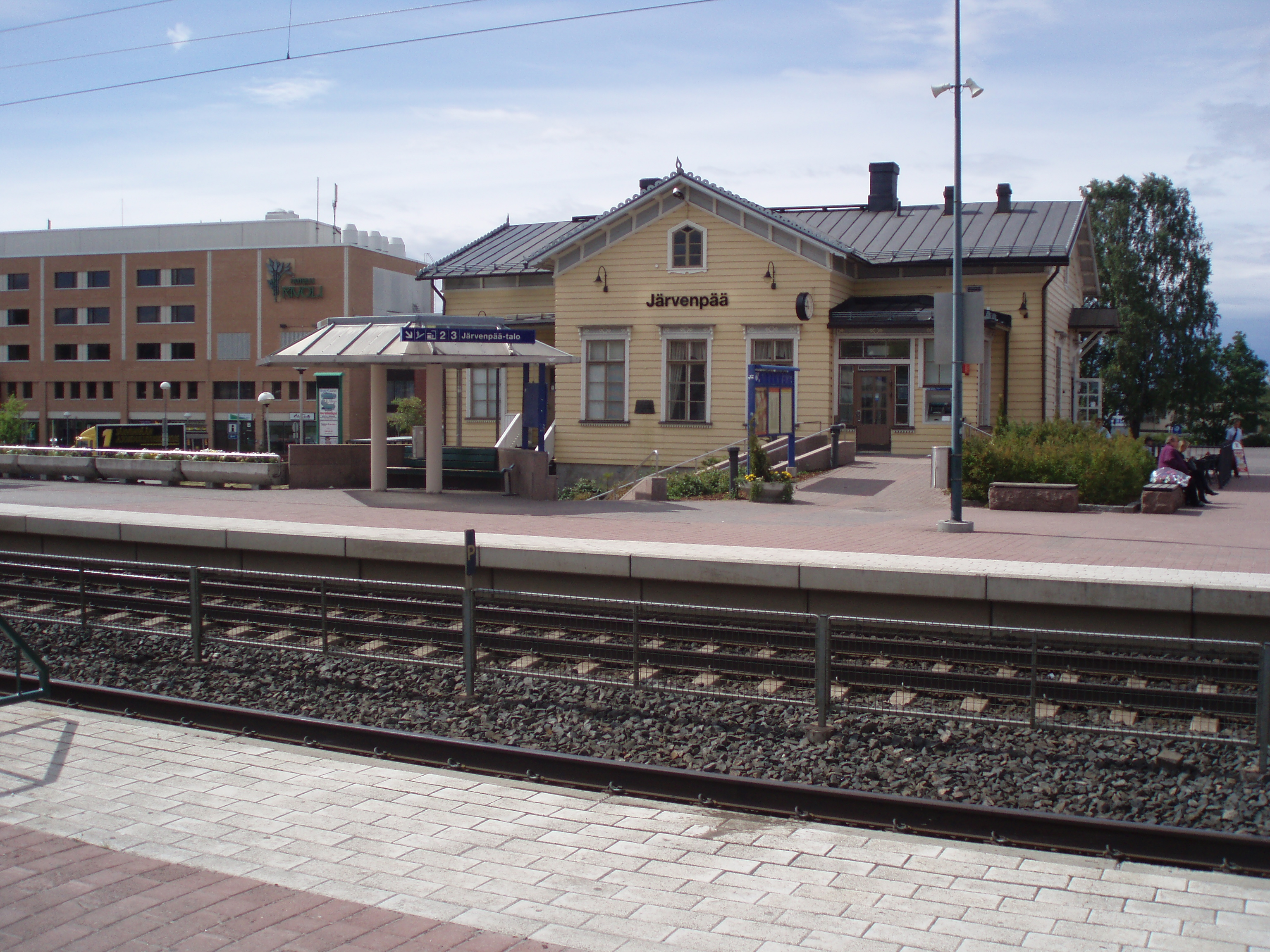
Головний вокзал